# Habropoda turneri
Habropoda turneri là một loài Hymenoptera trong họ Apidae. Loài này được Cockerell mô tả khoa học năm 1909.